# كازوما كانيكو
كازوما كانيكو (باليابانية: 金子一馬؛ بالكانا: かねこ かずま) هو مهندس ومصمم جرافيك ورسام توضيحي ياباني، ولد في 1964 في طوكيو في اليابان.

## وصلات خارجية
- كازوما كانيكو على موقع ميوزك برينز (الإنجليزية)